# Verkiezingen voor het Europees Parlement 1989/Kandidatenlijst/Regenboog
De kandidatenlijst voor de Europese Parlementsverkiezingen 1989 van Regenboog werd door onderhandelaars van Politieke Partij Radikalen, Pacifistisch Socialistische Partij, Communistische Partij Nederland en Evangelische Volkspartij.
De lijst was evenredig verdeeld tussen leden van de PSP, PPR en CPN, EVP en onafhankelijke kandidaten. Het lidmaatschap van de partij is staat achter de kandidaten voor zover als het bekend is. Achter verkozen kandidaten staat een *.

## De lijst
1. Herman Verbeek (PPR) *
2. Nel van Dijk (CPN) *
3. John Hontelez (PSP)
4. Wim Herstel (EVP)
5. Bob van Schijndel (PSP)
6. Bert Willemsen (PPR)
7. Anne de Boer (CPN)
8. Saar Boerlage (PSP)
9. Chiel von Meyenfeldt (EVP)
10. Wim de Boer (PPR)
11. Jeannette van Beuzekom (CPN)
12. Dirk Meijers
13. Joe Simmons
14. Hans Feddema (EVP)
15. Cora Smit-Bon
16. Luppo Leeuwerik (CPN)
17. Jan Muytjens (PSP)
18. Tim Verhoef (PPR)
19. Conny Braam (CPN)
20. Jan Berghuis (CPN)
21. Yvonne de Visser
22. Tom Pitstra (PSP)
23. Wim Bot (PSP)
24. Wim de Heer (PPR)
25. Corita Homma (CPN)
26. Trees Lambregts-Brautigam
27. Titia van Leeuwen (PSP)
28. Albert Moens (PPR)
29. Tara Singh Varma (CPN)
30. Willem de Verf (PPR)
31. Herman Meijer (CPN)
32. Harrie Winteraeken
33. Wiel Janssen
34. Joosje Lakmaker
35. Joke Paans
36. Annelies Schutte
37. Bram van der Lek (PSP)